# 阿拉木圖電視塔
阿拉木圖電視塔（哈薩克語：Алматы теледидар мұнарасы）位於哈薩克第一大城阿拉木圖的藍山山丘上，建於1975年至1983年期間，高371.5公尺，是中亞地區第二高的電視塔，僅次於375公尺高、位於烏茲別克的塔什干電視塔。1984年10月，阿拉木圖電視塔发生火灾。

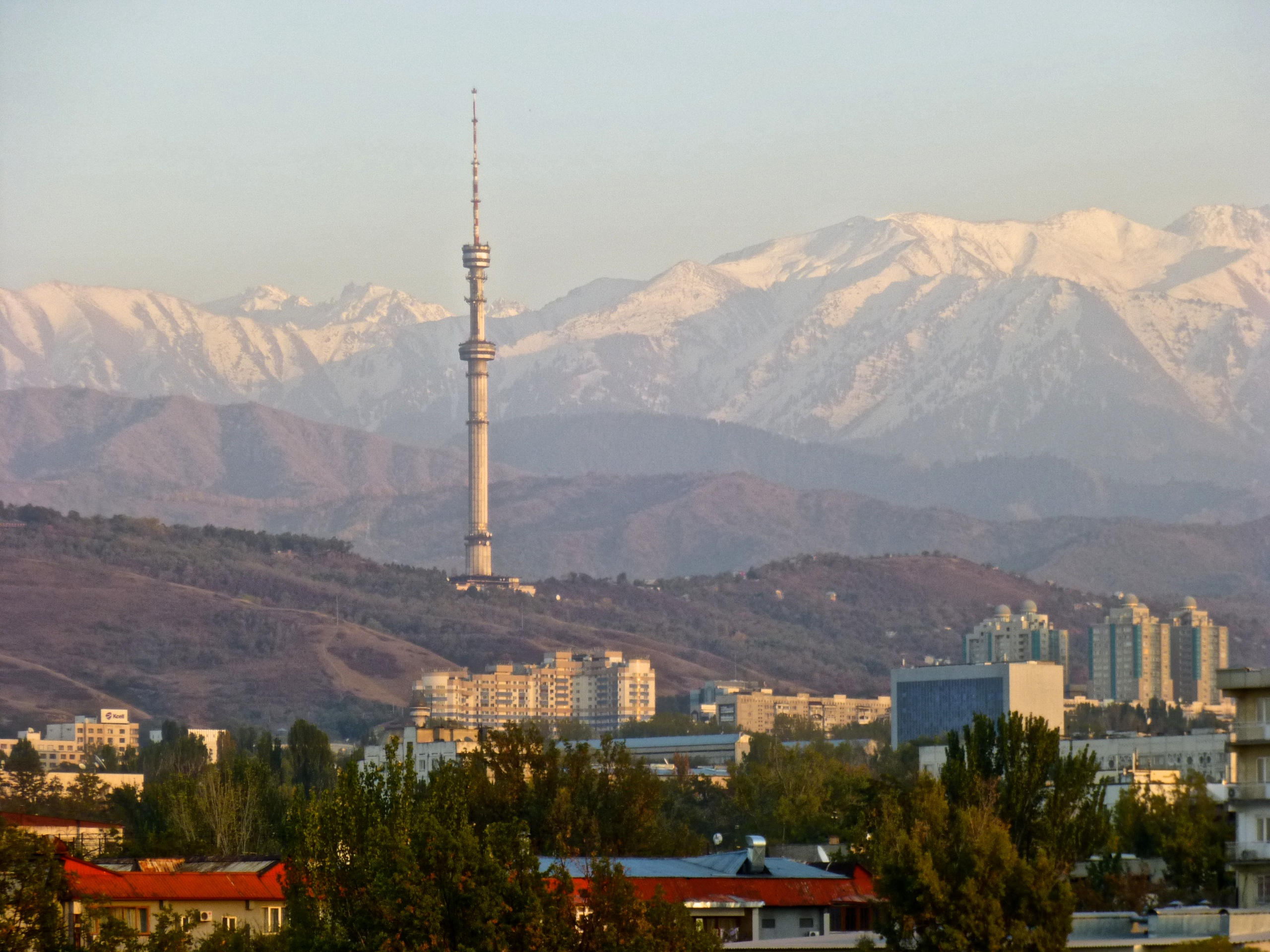
阿拉木圖電視塔